# Meroctena tullalis
Meroctena tullalis là một loài bướm đêm trong họ Crambidae.